# Григорий I (католикос-патриарх Востока)
Мар Григорий (Мар Григор;   сир. ܓܝܘܪܓܝܣ; Басра — Ктесифон) — католикос-патриарх Церкви Востока с 605 года по 609 год.
Получил богословское образование в селевкидской школе, в которой позже занимался преподаванием Священного Писания и был доктором богословия. В апреле 605 года был избран католикосом-патриархом Церкви Востока. На поместном соборе, выбравшем Григория было подтверждено верность Первому и Второму Вселенским соборам, а также подтверждён авторитет экзегезы Феодора Мопсуестийского. Католикос Григорий умер в 609 году, после чего шаханшах Сасанидской империи Хосров II конфисковал имущество патриарха, заточил в тюрьму учеников Григория и запретил выборы нового католикоса.

## Биография
Родился в провинции Мешан Сасанидской империи. Получил богословское образование в селевкидской школе, в которой позже занимался преподаванием Священного Писания и являлся доктором богословия. В апреле 605 года Григорий был избран католикосом-патриархом Церкви Востока. Выборы преемника Сабришо I проходили при вмешательстве сасанидских властей и в условиях борьбы различных христианских групп (приверженцы Церкви Востока и антихалкидониты). 
На соборе, созванном для выборов Григория присутствовали 29 епископов, которые подтвердили верность решениям Первого и Второго Вселенских соборов, а также был подтверждён авторитет экзегезы Феодора Мопсуестийского:
«…каждый из нас должен принимать все комментарии и писания Блаженного Феодора Толкователя».
Догматическое определение собора не содержит ничего специфически характерного для христологических взглядов Феодора Мопсуестийского. Как отмечает российский исследователь Н. Н. Селезнёв в постановлении собора говорится о «едином единстве Лица (Парсопа)». Также собор принял ряд канонов, направленных на укрепление церковной дисциплины. К примеру, была осуждена практика странствующих монахов, проживавших обособленно, не подчинявшихся церковным правилам и уставам. Источники (Хроника Сеерта) отмечают невероятную скупость Григория, однако известно, что он выкупил книги, захваченные Хосровом II при взятии византийской крепости Дары за 20 тысяч статеров серебра. Католикос Григорий умер в 609 году, после чего шаханшах Сасанидской империи Хосров II конфисковал имущество патриарха, заточил в тюрьму учеников Григория и запретил выборы нового католикоса.